# Monetny
Monetny (Russisch: Монетный) is een nederzetting met stedelijk karakter in de Russische oblast Sverdlovsk op de oostelijke hellingen van de Centrale Oeral. De plaats ligt op 18 kilometer ten noordoosten van de stad Berjozovski en 38 kilometer ten noordoosten van Jekaterinenburg aan de spoorlijn tussen Jekaterinenburg en Rezj en de hoofdweg van Jekaterinenburg naar Alapajevsk.
Monetny valt bestuurlijk gezien onder het stedelijk district van de stad Berjozovski en telde 5.632 inwoners bij de volkstelling van 2002 tegen 6.897 bij die van 1989.

## Geschiedenis
Monetny werd gesticht tegen het einde van de jaren '20 van de 20e eeuw aan het begin van de industrialisatie rond het eerste belangrijke gemechaniseerde bedrijf van de Oeral. Op 10 mei 1934 werd de plaats in de categorie van arbeidersnederzettingen geplaatst. In 1945 kreeg Monetny een machine- en reparatiefabriek (die nu is opgeheven) en in 1951 een tractorreparatiebedrijf. Dit bedrijf vormt nu samen met een groot turfwinningsbedrijf de economische basis van Monetny.
Onder het bestuur van de gorodskoje poselenieje van Monetny vallen de plaatsen Lipovski, Moerzinski, Molodezjny en Ostrovnoje.